# 神傳不動流 (真妙流系)
神傳不動流（しんでんふどうりゅう）とは、幕末の京都で矢田穏清斎が教えていた柔術を表芸とする武術の流派である。

## 歴史
現在の京都を中心に滋賀県（彦根藩）、奈良県、兵庫県等で学ばれていた柔術の流派。関西で神伝不動流と同じ内容を伝えていた柔術に真妙流から分派した神伝実用流がある。
神傳不動流は幕末頃に京都の矢田穏清斎（やだおんせいさい）が伝えていた。矢田穏清斎は文化5年5月（1808年）の生まれである。没年は不明。矢田帯刀、源徳幸とも名乗った。
羽客の矢田半官を流祖としている。羽客の矢田半官から九世を経て矢田讃岐守源頼章が諸流を学び神傳慈眼流を開いた後、矢田帯刀源徳幸（矢田穏清斎）に至り神傳不動流と称したとされる。
矢田穏清斎は幕末頃の京都東山で矢田隊を組織していた。
明治3年7月に矢田穏清斎は、外山家から武術指南役に誘われているが断っている。明治3年10月頃に元隊員の湯川半左衛門に案内されて来訪した和州天川郷（現在の奈良県吉野郡天川村）に滞在して武術を教えた。
明治4年（1871年）の二卿事件で外山家の関係者として矢田穏清斎と矢田隆男は捕らえられた。矢田穏清斎は明治4年12月3日に京都において終身監獄の刑となった。明治5年2月に鹿児島監獄署に送られ明治12年（1879年）71歳で老衰のため放免となった。
子の矢田隆男（1847-1923）は、菊亭家の家臣であった。父親である矢田穏清斎とともに私塾を開き、京都で神伝不動流を教えていた。尊皇の志篤く、欧風化する時流を常に憂い明治4年の愛宕・外山の事件（二卿事件）に連座して青森県に幽閉された。明治15年（1882年）放免された。
明治時代に剣槍柔術永続社を開いたことで知られる京都出身の鷲尾隆聚（1843-1912）は矢田穏清斎の門人である。

明治35年（1902年）6月に滋賀県立第一中学校（彦根藩の藩校弘道館の流れを汲む。現在の滋賀県立彦根東高等学校）で行われた「柔剣両道大會」で神伝不動流の形が演武された。この時演じられた形は、両手抜、車返、片輪車、絹被、兜返の5種である。また、12月の同大会でも形が演じられている
糸東流空手の摩文仁賢和は矢田穏清斎が伝えた神伝不動流を学んでいた。この系統は摩文仁賢和から学んだ上野貴が神長成佳に伝えた。

## 神伝実用流との関係
同時期の京都で殆ど同じ内容を伝えていた柔術に神伝実用流という流派がある。
神伝実用流は真妙流柔術の分派であり、伝承では羽客の了心醉月翁を流祖としており七世を経て北條時吉が諸流を学び真妙流を開いた後、藤原献次に伝わり神伝実用流と称したとされる。この藤原獻次興親の門人である花房厳雄義制（1809-1855）が京都に伝えたとされる。花房義制は矢田穏清斎（1808-?）と同じ勤皇派であり同時期に京都で神伝実用流を教えていたことから関係があったと考えられている。

## バーティツと寺嶌貫一郎の関係

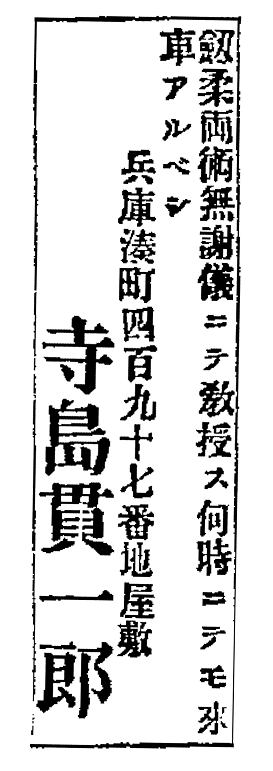
1884年、寺島貫一郎は兵庫県神戸市湊町で剣術、柔術の教授を行っていた。

バーティツを創始した、エドワード・ウィリアム・バートン＝ライトが学んだことで知られる。1905年（明治38年）Herman Frederik Carel ten Kateの『‘Jujutsu, de ‘zachte kunst’.’』によるとバートンは兵庫県神戸市のTerajima Kunichiroから神傳不動流を学んだと書かれている。Herman Frederik Carel ten KateもTerajima Kunichiroの弟子でありバートンライトの同門であった。Terajima Kunichiroは、京都の島原で矢田穏清斎からこの流派を学んだとされる。
明治時代の神傳不動流師範に矢田穏清斎の門人として寺嶌貫一郎平資國（てらじまかんいちろう）という人物がいた。1884年頃（明治17年）から兵庫県神戸市湊町で剣術、柔術の教授を行っており新聞公告を出している。
1902年（明治35年）に出版された『日本武術名家傳』の賛成人氏名,兵庫県神戸市之部に寺島貫一郎の名前が記されている。流派は北辰一刀流剣術と神伝不動流柔術、年齢は明治35年時点で60歳となっている。
また同一人か不明であるが、彦根藩で廃藩置県後に官有となっていた彦根城内の藩校「弘道館」の払い下げを願い出て一時所有していた人物は寺島貫一郎という名であった。

## 内容
神伝不動流の柔術は神傳実用流とほぼ同じである。
柔術以外に棒術・剣術・居合・長刀を伝えていた。
摩文仁賢和が伝えた系統は体系が少し異なっている。
目録
初段
足返、鏡取、胸取、胸落、草摺、投棄、錣返、後抱、翼取、横渡、海老返、夢枕、両手抜、車返、絹被
中段
合曳、體月、片輪車、前懸、袖之下、前緉、行合、臂罩返、翼取、後係、妻取、兜返、源氏車、襟、當落
替仝断
棒術
足縛、真向、水引、建、霞、小霞、警固、傘ノ下、分、巻、捨、踏落
剣術
上段、中段、下段、右添、左添、無添、永シ、三角
居合
一文字、抜打、三人切、小手車、胸捌、弓手返
襟
片手緉、関桁緉、車緉、取違緉、右緉、左緉、後胸、帯取緉、襟車、取合、弓張、行合、車緉、山蔭
棒術
忍、近當、槍落、抱込、浪来、浪分、捲堕、搴、投棒、槍崩
剣術
初剣、胸列、懸橋、入身、臂罩目著、頸、両臂罩、脚、腰車、掃、拉
腰之廻
足薙、鐔留、柄捌、捻外、奏者、柄取、鐺返、山嵐、人中之當
奥棒
足縛、當落、當折、三人打、小手車、乱、取合、投棒
奥居合
抜建、閇込、後差、殿中、提刀、風車
長刀
連、槍外、宮キス、水月、入身構、構、小車、水車
中極意
拳法
無刀取
剣術
極秘
體用之理
先之事

## 系譜
実際の流祖は矢田穏清斎と考えられているが系譜は先祖の矢田半官から始まっている。
矢田穏清斎までの系譜
- 矢田半官
- 矢田讃岐源頼章
- 矢田五朗義貫
- 矢田修理大夫頼勝
- 矢田左衛門権太郎
- 矢田治郎兵部大夫義尹
- 矢田治郎兵部大夫満尹
- 矢田治郎兵部大夫持尹
- 矢田治郎兵部大夫持長
- 矢田彌三郎義房
- 矢田九蔵兵部大夫政勝
- 矢田庄三徳永
- 矢田忠左衛門
- 矢田喜兵衛永徳
- 矢田雅楽昌徳
- 矢田穏清斎徳幸

矢田穏清斎以降の系譜
- 矢田穏清斎徳幸
  - 矢田隆男
  - 寺嶌貫一郎平資國(神戸市、北辰一刀流も教えている。)
    - エドワード・ウィリアム・バートン＝ライト（バーティツを創始）
    - フレデリック・テン・ケイト
    - 山口清吉

  - 鷲尾隆聚
  - 湯川半左衛門
  - 佐藤庫三源定八
  - 中川六三郎

伝系不明の系統
- 摩文仁賢和（糸東流空手の創始者）
  - 上野貴
    - 神長成佳